# Herne
Herne là một thành phố trong bang Nordrhein-Westfalen của nước Đức. Thành phố có diện tích 51,41 km², dân số thời điểm cuối năm 2009 là 166.187 người. Thành phố nằm ở vùng Ruhr, nằm giữa các thành phố Bochum và Gelsenkirchen.

## Thành phố kết nghĩa
Herne đã kết nghĩa với các thành phố sau:
- Hénin-Beaumont, Pháp, từ 1954
- Wakefield, Anh, Vương quốc Anh, từ 1956
- Đảo Ometepe, Nicaragua, từ 1988
- Belgorod, Nga, từ 1990
- Lutherstadt Eisleben, Saxony-Anhalt, Đức, từ 1990
- Konin, Ba Lan, từ 1991